# Larry Bunker
Pour les articles homonymes, voir Bunker.
Lawrence Benjamin "Larry" Bunker (4 novembre 1928 – 8 mars 2005) était un batteur de jazz, aussi vibraphoniste et percussionniste.
Outre son activité dans le monde du jazz, Bunker a beaucoup travaillé comme musicien de studio pour la télévision, le cinéma ou des séances de variétés.
Au cours de sa carrière, il a été percussionniste au sein de l'Orchestre philharmonique de Los Angeles.

## Biographie
Né à Long Beach en Californie, Larry Bunker est une des figures les plus importantes du jazz West Coast, un des rares à être véritablement originaire de la région.
Dans les années 1950 et 1960 il joue chez Howard Rumsey's Lighthouse à Hermosa Beach notamment en compagnie de Shorty Rogers and His Giants.
Larry Bunker était un batteur très demandé pour les enregistrements studio, notamment avec Billie Holiday, Ella Fitzgerald, Peggy Lee et tant d'autres grandes figures du jazz.
En 1952 il rejoint l'un des premiers groupe d'Art Pepper. En 1953, c'est le groupe naissant de Gerry Mulligan qui l'embauche.
Entre 1963 et 1965 il est le batteur intermittent du trio de Bill Evans.
Il enregistre aussi pour la télévision et le cinéma, notamment avec les illustres John Williams, Henry Mancini, Miklós Rózsa, Jerry Goldsmith, Johnny Mandel, Tom Waits.
Larry Bunker décède le 8 mars 2005 à l'âge de 76 ans à Los Angeles des complications d'un infarctus.

## Discographie partielle

### Comme sideman
- 1954 : Herb Geller, Milt Bernhart, John Graas, Don Fagerquist, Marty Paich, Howard Roberts, Curtis Counce, Larry Bunker : Jazz Studio 2 - From Hollywood, Decca, DL 8079
- 1957 : Shorty Rogers and His Giants :  Wherever the Five Winds Blow, RCA Victor Records, NL-45645
- 1958 : Shorty Rogers and His Giants : Gigi in Jazz, RCA Records, LPM-1696
- 1959 : Sweet Talk de Kitty White, Roulette R 52020
- 1964 : Monica Zetterlund/Bill Evans : Waltz for Debby, Philips, P 08222 L